# Neil Davis
Neil Brian Davis (sinh ngày 14 tháng 2 năm 1934 tại Tasmania, Úc, mất ngày 9 tháng 9 năm 1985 tại Bangkok, Thái Lan là một phóng viên chiến trường làm việc cho đài truyền hình ABC Úc, nổi tiếng với nhiệm vụ phóng viên ảnh trong thời kỳ chiến tranh Việt Nam.